# Palác Louvre (Praha)
Palác Louvre je secesně-novorenesanční obchodní a kancelářský palác ležící na dvojparcele č. 20-22 na Národní třídě čp. 116/II 1987/II, na Novém Městě v Praze 1. Nazván byl podle pařížského královského paláce a muzea Louvre. Zde založená kavárna Louvre patřila k největším v tehdejším Rakousku-Uhersku a patřila k předním místům pražského společenského života.

## Historie

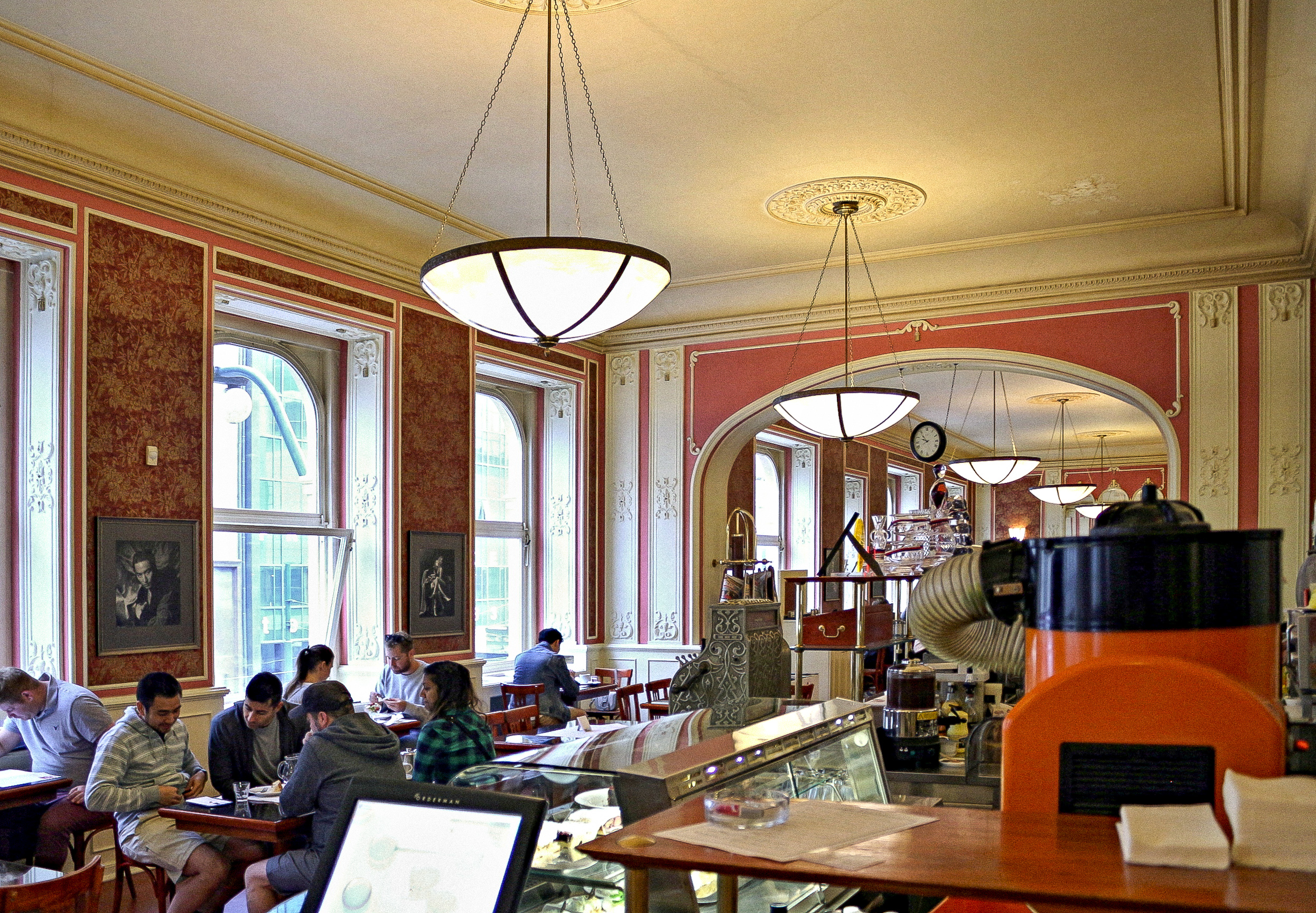
Interiér kavárny

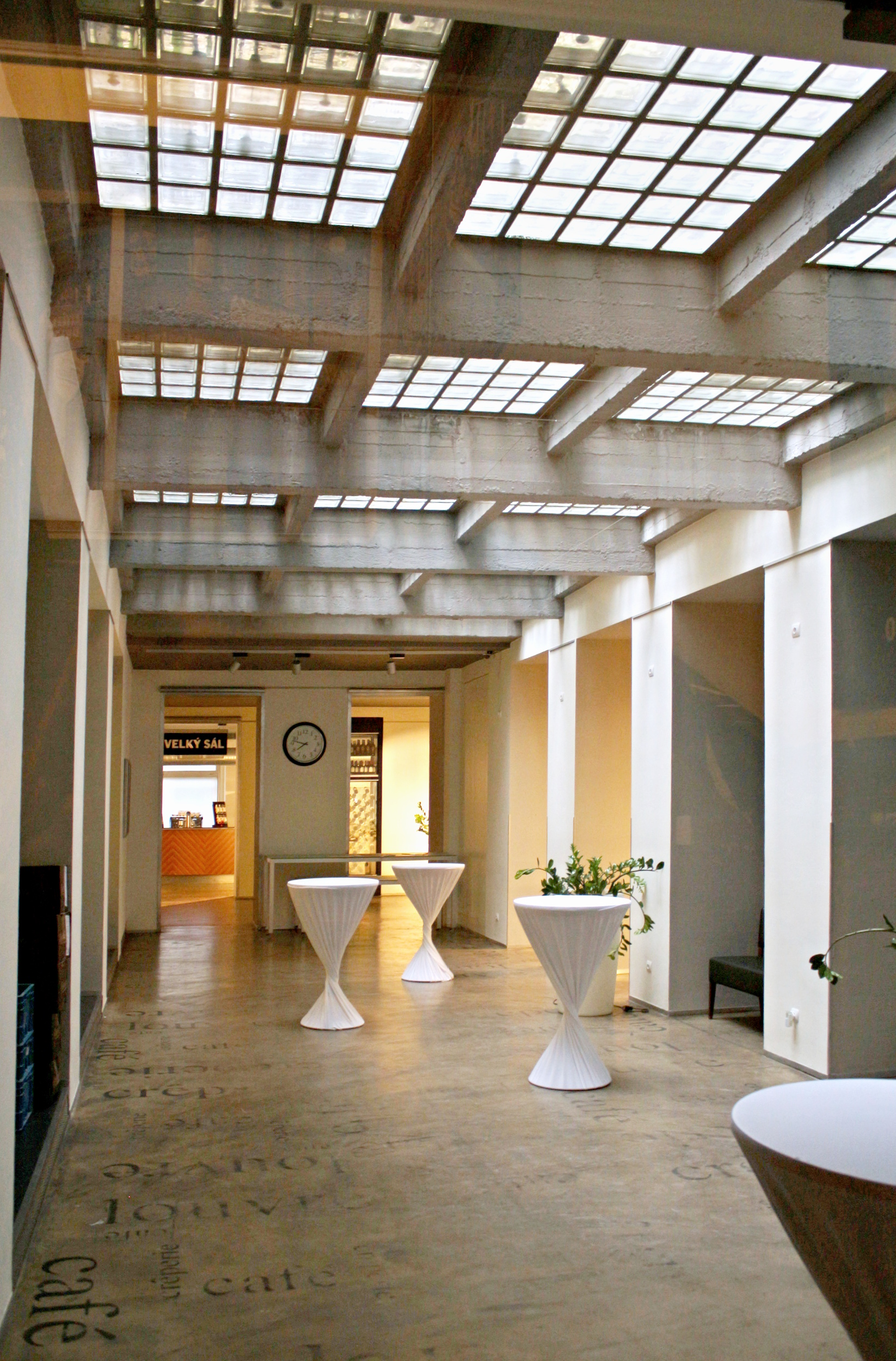
Foyer kavárny v úpravě Matěje Blechy

### Výstavba
Na původních parcelách na tehdejší Ferdinandově třídě na hraně Starého a Nového Města stávaly budovy Trautmannsdorfského paláce, zbudovaného rodem z Trauttmannsdorffu, a Kernského domu se starou jízdárnou. Ty byly začátkem 20. století zbořeny a na jejich místě začal vyrůstat luxusní městský palác podle projektu architekta Richarda Klenky, stavebné práce prováděla firma Františka Buldry.

### Kavárna Louvre
Kavárnu Louvre zde zřídil a provozoval podnikatel Adolf Pelc (1866-?), mj. provozovatel restaurace v Obecním domě či pražírny kávy v nedalekém paláci Platýz. Součástí kavárny o několika prostorách byly také herny, kulečníkový sál, klubovny, Moravská vinárna a Tokajský sklep. Ke specialitám patřila "pařížská káva Louvre", dodávaná z pražírny v Platýzu. O další rozvoj provozu se zasloužil kavárník Jan Náprstek, který podnik koupil roku 1917 a zavedl mimo jiné salónní orchestr. Hlavní popularity dosáhla kavárna v meziválečném Československu.

### Přestavba
Druhá stavební etapa proběhla v letech 1926–1927 podle projektu stavební firmy Matěje Blechy, kdy byl mj. vybourán původní portál a adaptovány mnohé prostory. Foyer bylo proskleno jedněmi z prvních luxfer v Praze. V suterénu byl pak vytvořen sálový prostor. 
Po únoru 1948 byla budova znárodněna, po společenských změnách v rámci Sametové revoluce roku 1989 byla restituována. V suterénních prostorách vznikl na přelomu milénia hudební a divadelní klub Rock Café.